# Old Government House (Parramatta)
Old Government House à Parramatta était la résidence des dix premiers gouverneurs de Nouvelle-Galles du Sud. Elle est située dans le parc de Parramatta en Nouvelle-Galles du Sud, dans la banlieue de Sydney. Elle est considérée comme un établissement d'importance nationale et internationale en raison de son ancienneté et de sa possibilité de montrer comment l'Empire britannique puis la société australienne ont évolué depuis 1788.

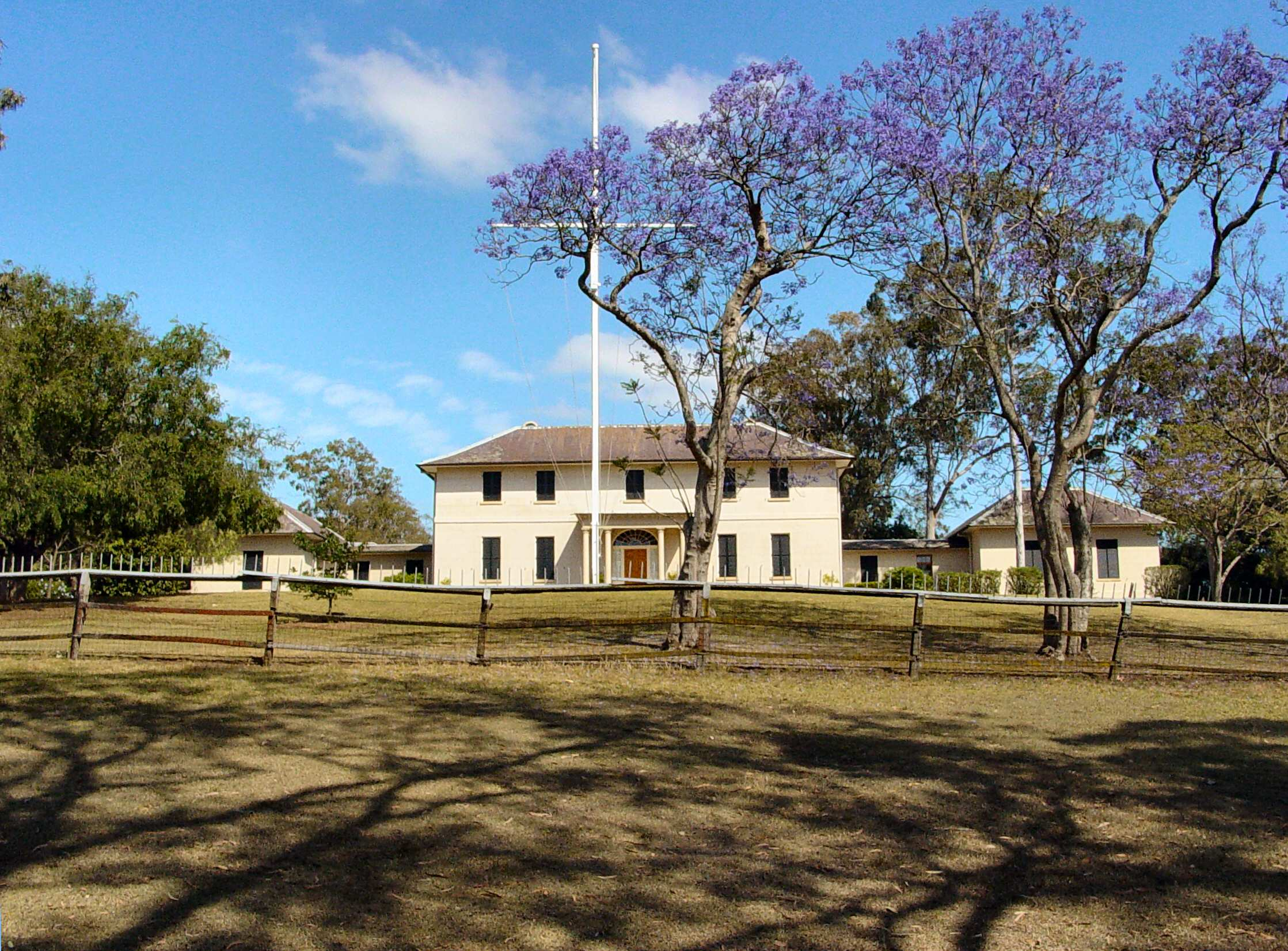
Old Government House à Parramatta

En juillet 2010, cette ancienne résidence des gouverneurs et le domaine environnant ont été inscrits sur la Liste du patrimoine mondial comme l'un des onze sites australiens ayant une relation significative avec les bagnards, sites qui, ensemble, représentent « les meilleurs exemples encore existants du transport à grande échelle de condamnés transports et de l'expansion coloniale des puissances européennes grâce à la présence et au travail de condamnés. » (voir Sites de bagnes australiens).
Le terrain de la propriété est situé sur des terres nommées Darug qui abritent la tribu Burramatta. Il existe des preuves de l'occupation autochtone sur le site, tels que des tertres.

## Bâtiment
Bâti sur les 100 hectares du parc de Parramatta, Old Government House est le plus ancien bâtiment public australien. En 1799, la partie centrale de la maison a été construite par le gouverneur John Hunter, mais son aspect actuel est principalement attribuable au gouverneur Macquarie et à sa femme. C'est un exemple d'adaptation directe de bâtiments anglais en Australie, contenant le seul exemple du XVIIIe siècle de menuiserie anglaise en Australie d'une telle qualité. Les tas de coquilles restant des coquillages consommés par les autochtones de la région ont été utilisés pour produire la chaux utilisée dans la construction.